# Bu Tinah

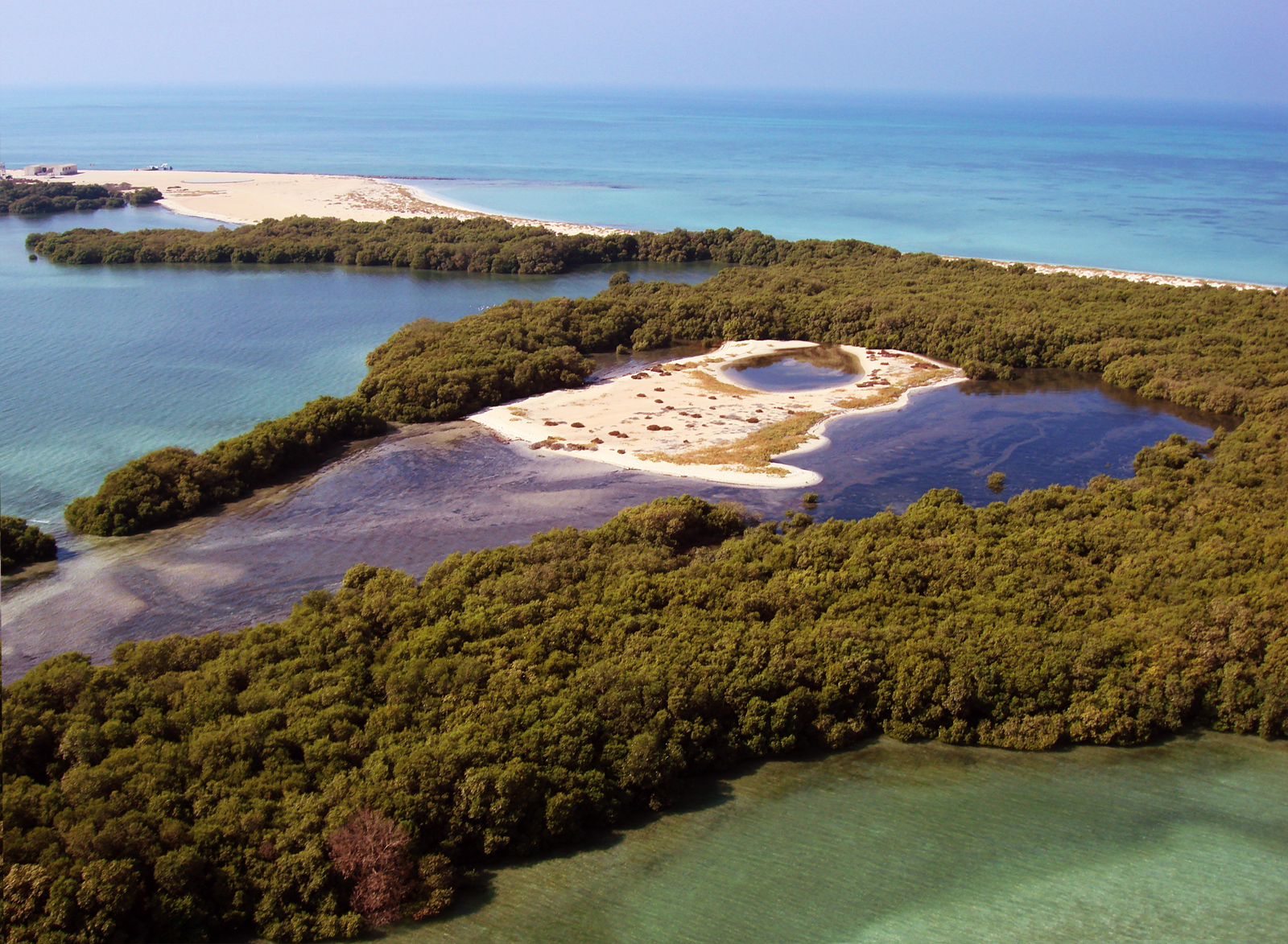
Một phần khu vực nhìn từ trên cao

Bu Tinah là một quần đảo nhỏ nằm trong các kiến tạo san hô rộng lớn và thảm cỏ biển, cự ly khoảng 25 km về phía Nam Zirku và 35 phía bắc Marawah ở Các tiểu vương quốc Ả Rập thống nhất. Nằm ở trong vùng nước của Abu Dhabi, nó được bảo vệ như một khu bảo tồn thiên nhiên tư nhân. Đảo Bu Tinah, phong phú về đa dạng sinh học, nằm trong khu dự trữ sinh quyển biển Marawah với một vùng lãnh thổ rộng hơn 4.000 km2. Đây là khu dự trữ sinh quyển đầu tiên và là khu dự trữ sinh quyển biển UNESCO lớn nhất khu vực. Nó đã được một địa điểm được UNESCO công nhận từ năm 2001. Khu vực này đóng cửa với du khách, hoạt động, hoạt động đánh bắt thủy sản và thu thập trứng rùa bị cấm trên đảo Bu Tinah, lệnh cấm được thực thi bởi các cuộc tuần tra. Bu Tinah thực sự là một nhóm các hòn đảo và bãi cát ngầm, nằm ở vùng nước nông, không nơi nào có độ sâu lớn hơn hai hoặc ba mét so với mực nước biển. Hòn đảo chính có một đầm phá về phía nam với môi trường năng lượng thấp cho phép là rừng ngập mặn phát triển.
Ngoài ra còn có môi trường sống rạn san hô khỏe mạnh với 16 loài san hô được ghi nhận trong khu vực. Và các rạn san hô tồn tại trong điều kiện mà có thể tiêu diệt các loài san hô ở các khu vực khác của thế giới. Các vùng biển của vịnh là một trong những nơi mặn nhất trên thế giới, cũng là một trong những nơi ấm nhất. San hô sống ở nước có nhiệt độ nằm khoảng giữa 23 °C và 28 °C nhưng ở Các tiểu vương quốc Ả Rập thống nhất nhiệt độ nước cao đến mức 35 °C vào mùa hè.
Môi trường sống phát triển mạnh Bu Tinah là một phòng thí nghiệm sống duy nhất, có ý nghĩa quan trọng cho nghiên cứu biến đổi khí hậu. Môi trường sống tự nhiên đặc biệt với các vùng nước nông, thảm cỏ biển và các loài cây rừng ngập mặn cao, thiết lập giữa các rạn san hô rộng, tổ chức sinh vật biển quý hiếm và trên toàn cầu có nguy cơ tuyệt chủng. Chim biển như hồng hạc và chim ưng biển, các loài cá heo đa dạng, và các loài đồi mồi hiếm được tìm thấy trong Bu Tinah. Các vùng biển của hòn đảo cũng là nơi có quần thể đông thứ nhì của hành tinh của dugong, một động vật có vú biển lớn trên toàn cầu bị đe dọa. Khoảng 600 trong số 3.000 con cá nược ước tính trong cả nước sinh sống trong các vùng biển xung quanh Bu Tinah và các sinh vật, loài được liệt kê như là một loài dễ bị tổn thương đến tuyệt chủng của Liên minh Quốc tế Bảo tồn Thiên nhiên. Tài nguyên thiên nhiên quý giá này là một phần của khu bảo tồn lớn nhất trong Abu Dhabi. Quần thể san hô quan trọng và sức khỏe của môi trường sống và các loài của mình mặc dù nhiệt độ cao và độ mặn làm cho hòn đảo quan tâm khoa học quan tâm.
Đảo Bu Tinah là một trong 28 ứng cử viên vào vòng chung kết chính thức cho "Bảy Kì quan Thiên nhiên Mới của Thế giới".